# Sông Erme
Sông Erme là một con sông ở phía nam Devon, Anh. Nó chảy từ nguồn ở Dartmoor về phía nam qua một số vùng có các di vật khảo cổ được bảo quản tốt nhất trên vùng đồng hoang. Nó rời vùng đồng hoang ở thị trấn Ivybridge và tiếp tục chảy về phía nam, đi qua những khu dân cư Ermington, Modbury và Holbeton. Đến gần Holbeton nó trở thành cửa cắt khía và đổ vào eo biển Manche ở vịnh Bigbury, giữa con sông Yealm và Avon.

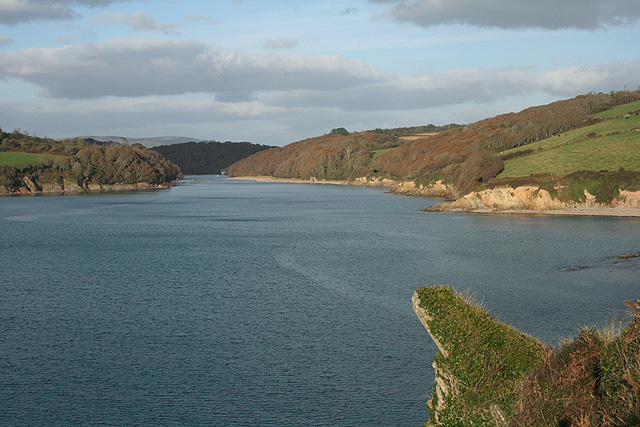
Sông nhìn khi thủy triều cao...

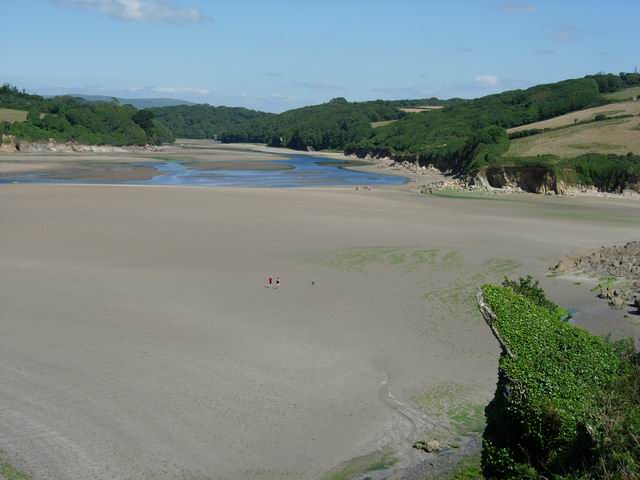
... và khi thủy triều thấp

## Cửa sông
Khi nó đi về phía đông ngôi làng Holbeton, các Erme trở thành cửa cắt khía với các khu vực đầm lầy muối rộng lớn và bùn khi thủy triều thấp. Địa chất của khu vực này chủ yếu là đá bảng từ kỷ Devon. Sông Erme chảy vào eo biển Manche gần phía đông làng Kingston và phía tây làng Mothecombe và Holbeton còn cửa sông nằm giữa hai bãi biển Wonwell và Mothecombe. Cửa sông được bao quanh bởi khu bất động sản Flete rộng 5.000 acre.

#### Hệ động thực vật
Chim diệc bạch di chuyển đến sông khoảng cuối thập niên 1980 và hiện giờ sống ở đây cả năm. Chim numenius, haematopus và tadorna thường xuyên tới đây và bói cá thường được thấy ở phía trên Holbeton. Cá weaver thường chôn vùi mình trong sỏi ở vùng nước nông.